# Eusiphona vittata
Eusiphona vittata är en tvåvingeart som beskrevs av Curtis W. Sabrosky 1982. Eusiphona vittata ingår i släktet Eusiphona och familjen sprickflugor. Inga underarter finns listade i Catalogue of Life.